# 갈등 회피
갈등 회피(conflict avoidance)는 타인의 행동에 개한 반대를 차단하거나 최소화하기 위한 일련의 행동을 말한다. 이러한 행동은 갈등이 발생하기 전에 발생(특정 화제에 대한 회피, 대화 주제 바꾸기 등)하거나, 갈등이 드러난 이후에도 발생(반대 의견 제시 억제, 대화로부터의 철수, 마지못한 동의)할 수 있다. 갈등 회피는 특정 상황에서 일시적인 수단으로 사용할 수도 있지만, "금기 화제(taboo topic)" 설정이나 관계 탈출처럼 보다 지속적인 접근법으로 사용할 수도 있다.
비록 갈등 회피는 여느 대인관계에서도 발생할 수 있지만, 특히 가족 관계와 직장 관계에서 가장 가깝게 연구되어 왔다. 따라서 갈등 회피에 관한 연구는 임상심리학, 사회심리학, 조직 행동, 커뮤니케이션 연구, 가족 연구 등 다양한 학문에 걸쳐 이뤄지고 있다.
'갈등 회피'라는 용어를 사용하여 특정 행동은 물론 광범위한 갈등 유형을 특성으로 하는 용어로 사용한다. '갈등'은 서로 대립되는 두 힘이 만나 쉽게 해결될 수 없을 때 발생한다. '갈등 관리 유형(conflict management style)'은 한 사람이 갈등을 다루는 방식을 말한다. 회피 유형의 사람은 반대를 피해 가거나, 갈등을 다루기를 미루거나 철회한다.
기존에는 갈등 회피가 이슈를 미해결한 채로 두어 분노를 야기할 수 있기 때문에, 연구자, 임상 의사, 일반 대중이 갈등을 다루는데 있어 보이는 기능부전적 접근(dysfunctional approach)으로 생각되어 왔다. 그러나, 갈등 회피 연구들은 다양한 결과를 제시하여, 관계 강화, 스트레스 완화, 생산성 증대와 같은 기능적 이익을 확인하였다. 일반적인 동의로는 회피가 갈등 관리에 본질적으로 좋지도 나쁘지도 않지만 특정 관계, 화제, 맥락에 따라 다르다고 본다.

## 용어
갈등은 불가피하며, 항상 나쁜 의도나 기타 근본적인 문제로 인하여 발생하는 결과도 아니다. 모든 갈등을 회피하는 것은 불가능하다. 예를 들어, 동시에 서로 다른 두 행사에 참석하고 싶어할 경우에 갈등을 겪을 수 있다. 또한 두 사람이나 집단의 정당한 욕구나 욕망이 부합되지 않아도 갈등은 일어난다. 예를 들어, 사람은 아플 때 잠이 필요하지만, 부모는 자신의 잠에 대한 욕구가 마찬가지로 아픈 아이를 돌보고자 하는 욕구와 대립한다. 이들은 반대되는 이익(부모의 수면 이익 대 아이의 부모가 깨어 있는 상태의 이익)이나 양립할 수 없는 행동(아이가 울고 있기에 부모는 잠들 수 없음)이 있을 수 있다.
갈등 관리(conflict management)는 갈등에 반응하는 과정이다. 목표는 갈등의 만족스러운 해결이다. 갈등 해결(conflict resolution)은 갈등 해결의 방식을 찾는 것이다. 예를 들어, 어떤 행사에 참석할지를 결정할 수 있다거나, 혹은 부모가 아픈 아이를 도울 사람을 찾을 수 있는 것이다.
갈등 관리 유형(conflict management style)은 갈등에 반응하는 습관적 방식을 말한다. 토마스-킬먼 모델(Thomas-Kilman model)에는 다섯 가지 유형이 있으며, 회피(avoidance)는 그 중 하나이다. 예를 들어, 두 행사에 초대된 사람이 회피 유형이면, 이들은 너무 늦어져서 둘 중 하나에 참석할 수 없을 때까지 어떤 행사에 참석할지를 결정하느라 시간을 지연할 수도 있다.

## 근원과 이론적 틀

### 전략 목표
초기의 갈등 관리 연구는 구조화된 배경에서 갈등을 능동적으로 관리하는 효과적인 방식에 주목하였다. 이 일련의 연구는 로버트 블레이크(Robert R. Blake)와 제인 무튼(Jane Mouton) 등의 이론가가 도입한 관리 격자 모델(managerial grid model)로부터 크게 영감을 받았을 뿐만 아니라, 모튼 도이치(Morton Deutsch)의 협력과 경쟁 이론(Theory of Cooperation and Competition)의 영향도 받았다. 1970년대와 1980년대, 여러 경영 학자들이 이 모델을 개발, 다양한 차원을 재명명하고 개인 갈등 관리 유형을 측정하는 자기보고 척도를 개발하였다. 이 연구에서 나온 가장 유명한 버전 중 하나는 협상에서의 행동을 예측하고자 프루이트(Pruitt)와 루빈(Rubin)이 1986년에 도입한 양자 관심 모델(Dual Concerns Model)이다. 이들은 '자기에 대한 관심(concern for self)'과 '타인에 대한 관심(concern for others)'이라는 두 범위를 명명하였다. 갈등 회피 유형은 자기에 대한 관심도가 낮고 협상 파트너에 대한 관심도 역시 낮은 것을 특징으로 한다. 각 범위의 특별 라벨과 갈등 유형은 모델마다 다양하지만, 전반적으로 회피는 수동적이고 루즈-루즈(lose-lose) 접근법으로 간주된다.

### 성격
갈등 회피는 잠재적 상해나 기회를 인식하는 것에 영향을 주는 초기의 사회화(socialization)와 성격 특질(personality trait)에서 유래하기도 한다. 커뮤니케이션 학자 마이클 롤로프(Michael Roloff)애 의하면, 사람은 이슈 대부분에 대한 합의를 통하여 정의되는 관계에서 대인관계의 조화 상태를 만들고 유지하려 하기도 한다. 갈등의 존재는 조화를 깨며, 일부는 전반적으로 갈등을 피하고자 한다고 보고하기도 한다. 예를 들어, 일부 사람들은 부동의에 대한 인내심이 낮고, 갈등을 인격적인 문제로 생각하며, 갈등은 항상 파괴적이라고 믿는다. 연구에서는 갈등 회피가 우호성(agreeableness)과 신경증(neuroticism)과 양적 상관성을 갖는다는 것을 발견하였다. 학부생 350명과 관리자 100명이 참여한 한 연구에서는 빅파이브(Big Five)가 측정하였듯, 성격 특질이 갈등 회피 유형의 다양성 가운데 20%를 차지한다는 것을 발견하였다.

### 문화적 영향
스텔라 팅-투메이(Stella Ting-Toomey)의 대면 협상 이론(Face negotiation theory)에 의하면, 사회적 상호작용 속에서 한 개인이 갖는 자아상으로 정의되는 대면 우려(face concerns)를 통해 회피 행동이 발생하는 동기가 되기도 한다. 이 이론은 다양한 문화권 출신 사람들이 갈등을 해석하고 반응하는 방식을 설명하려는 이문화 학자들이 사용한다. 예를 들어, 집단주의 문화 사회에서는 서구보다 위계에 대한 민감도가 더 높은데, 이로 인해 참여하는 단체끼리 유의미한 분열이 있을 때 회피 성향이 더 커진다. 또한 집단주의 문화 사회에서는 관계 지향 가치가 더 짙고, 직접적인 접근이 관계를 해하여 갈등 회피가 더욱 지배적이 될 수 있게 한다는 믿음이 더 크다. 전반적으로, 집단주의 문화 사회 출신 사람은 개인주의 문화 사회 출신 사람에 비하여 갈등 회피 가능성이 더 높다.

## 갈등 회피의 결과
갈등 회피 심리학에서의 연구는 갈등을 둘러싼 개인의 선택이 유의미하게 영향을 주는 분야로 스트레스, 고독, 관계 만족을 지목해 왔다. 커뮤니케이션 학자 마이클 롤로프에 의하면, 사람의 일반적인 감정상 갈등을 미해결 및 미처리 상태로 두면 대인관계가 곪아버려 문제가 악화되고, 그 결과 폭발적 충돌이나 심각한 정서적 억압이 되어버린다. 그러나, 경험적 연구에서는 갈등 회피는 긍정적 결과와 부정적 결과 모두와 관련 있다는 혼재된 결론을 도출하였다.

### 친밀 관계
장기적 관계에서의 파트너는 "다툼을 골라서 하며(pick their battles)" 갈등을 관리하고자 불만을 터뜨리지 않는다. 그러나 갈등으로부터의 철수는 이혼율이 높고 관계의 질이 낮아지는 것과 관련있어 왔다. 커뮤니케이션 학자 코글린(Caughlin)과 스콧(Scott)에 의하면, 노골적인 회피는 내재적 혹은 무언의 회피보다 해를 더 끼친다.
갈등 회피는 불안정한 결혼 생활에서만큼 안정적인 결혼 생활에서도 흔히 보인다. 전반적으로, 갈등 회피의 효과는 행동 자체보다는 행동의 해석에 좌우되는 것이다.

### 가족 관계
가족 내 갈등은 중요한 기능을 수행할 수 있어, 개체화(individuation)를 통하여 아동 발달을 지지하고, 개별 가족 구성원의 특정 욕구를 소통할 수 있다. 갈긍을 회피하면, 각 구성원은 가족이 자신의 욕구에 반응이 없다든지 혹은 무관심하다고 인식하며, 이는 좌절과 적개심을 늘리게 된다. 갈등 회피는 아동에게 고독이나 부적응과 같은 나쁜 결과를 가져다 준다.
타인이 갈등을 일으키려는 욕구와 갈망을 가지고 있다는 혼란스러운 현실을 대처하는 것을 회피하기 위하여 관계를 깨어버림으로써, 갈등 회피는 가족 소원(family estrangement)을 야기한다. 갈등 회피의 패턴은 사회적 고립(social isolation)과 정서 관리 스킬을 배우지 못하는 결과를 가져다 준다.

### 직장
중재나 불가결한 협상과 같은 적극적인 갈등 관리 행동에 비하였을 때, 갈등 회피는 연구와 관심이 상당히 이뤄지지 않았다. 일부는 갈등에 "개입하지 않기(not engaging)" 혹은 "회피하기(avoiding)"와 같은 관찰 불가한 행동을 연구하는 어려움 때문이기도 하다. 직장에서 갈긍 회피는 정서적 억압과 무기력감을 야기하며, 이로 인해 스트레스, 번아웃, 피로가 증가할 수 있다. 생산성 관점에서 갈등 회피는 정보 교환과 팀 단결력과 부적 상관성이 있다. 직장내 미해결 갈등은 혼란에서 오는 소통 오해나 협력 거절, 스트레스 증가, 창조적 합작과 팀 문제 해결의 감소, 불신과 연관지어져 왔다. 그러나, 이러한 부정적 효과는 직장 관계 질에 따라 다르다. 일반적으로 긍정적인 관계에서 갈등 회피는 높은 생산성과 관련될 수 있다.

## 갈등 회피 측정
학술 연구에서 갈등 회피 연구에 관하여 자기보고 척도(self-report scale)와 행동 관찰(behavioral observation)이라는 두 가지 접근법이 있다. 몇몇 측정 도구들은 양자 관심 모델에 기반한 갈등 측정 유형을 측정하는 것으로 개발되어 왔다. 그것은 다음과 같다.
| 측정도구                                                | 창안자                  | 맥락      |
| ------------------------------------------------------- | ----------------------- | --------- |
| Conflict Strategies in Serial Arguments                 | Bevan (2014)            | 연인관계  |
| Dutch Test for Conflict Handling (DUTCH)                | De Dreu et al. (2001)   | 직장 갈등 |
| Management of Differences Exercise (MODE)               | Thomas & Kilmann (1977) | 직장 갈등 |
| Organizational Communication Conflict Instrument (OCCI) | Putnam & Wilson (1982)  | 직장 갈등 |
| Rahim Organizational Conflict Inventory II (ROCI - II)  | Rahim (1983)            | 직장 갈등 |

## 개입
전문가들은 갈등 관리가 행동을 취할 형태를 띤 불만을 기다릴 필요가 없으며, 회피하는 피고용자의 고통에 대한 보다 효과적인 배출구를 제공하는 상담사처럼, 무관한 불만 네트워크를 구축해야 한다고 제안한다. 또한 매니저는 강력한 협력 목표를 만들고, 보다 건설적인 갈등 관리를 촉진시키기 위하여 주도적으로 피고용자에게 갈등 관리를 단련시켜야 한다.

## 같이 보기
- 갈등 관리
- 갈등 관리 유형
- 갈등 해결
- 조직 갈등